# Corus breuningi
Corus breuningi är en skalbaggsart som beskrevs av Pierre Lepesme 1943. Corus breuningi ingår i släktet Corus och familjen långhorningar.
Artens utbredningsområde är Gabon. Inga underarter finns listade i Catalogue of Life.